# Bolívar Urrutia Parrilla
Bolívar Urrutia Parrilla, né le 1er décembre 1918 à La Palma (Los Santos) (es) et mort le 2 juin 2005 à Panamá, est un homme politique panaméen, président provisoire du Panama avec José María Pinilla du 11 octobre 1968 au 18 décembre 1969.